# HaPijamot

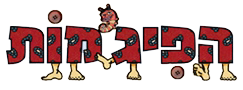
Logotipo de la serie

HaPijamot (en hebreo: הַפִּיגָ'מוֹת, Las Pijamas) es una sitcom israelí acerca de una banda fracasada de Netanya apodada "HaPijamot", que se muda a Tel Aviv. El guion es escrito por Robi Duenyas, Arik Zilverman, Eli Dray, y una parte por los actores principales.
La serie es transmitida en Arutz HaYeladim (Canal de los Niños) y Canal 2 (Keshet)
Desde 2019, HaPijamot es la sitcom más larga emitida en Israel en términos de número de episodios.

## Trama y fondo
La serie se enfoca en las desventuras de la banda "HaPijamot" ("Las Pijamas" en hebreo), que ganó su nombre porque sus miembros aparecen en pijama. Los tres miembros de la banda se mudaron de Netanya a Tel Aviv. Sus fundadores son el vocalista Ilan Rosenfeld, el baterista Oded Paz, el guitarrista Kobi Farag, y otros miembros que alternan entre las temporadas.
Los miembros de la banda viven en un edificio en la esquina de la calle Mazeh, que en el primer piso hay un restaurante de hamburguesas, que la mayoría del tiempo no tiene clientes por la pésima comida, y es dirigido por Gary Mandelbaum, quien también es el tío de Kobi. Ocasionalmente, la hija de Gary, Roni, también visita el restaurante.
A diferencia de muchas series, los personajes de la serie están conscientes de que están en la televisión; la serie presenta sus vidas cotidianas. Un gran aspecto de la serie es "HaMasaj HaLavan" (la pantalla blanca), en dónde los miembros del reparto hablan con los espectadores. Gary también habla con los espectadores cuando él está solo, que la mayor parte del tiempo es él simplemente quejándose de su esposa o de su vida en general.
Existen también varios episodios interactivos; hay un episodio en donde los espectadores pueden avanzar o retroceder rápidamente para decidir el resultado del episodio, un episodio que los espectadores pueden grabar tonos de llamada, y un episodio con una forma más barata de scratch-and-sniff.
La series siempre termina con Shtifat Kelim ("lavado de platos"); los personajes lavando los trastes de cocina para Gary y haciendo un sumario del episodio.

## Temporadas
| Temporada | Episodios | Transmisión original    | Transmisión original     |
| Temporada | Episodios | Primer capítulo         | Último capítulo          |
| --------- | --------- | ----------------------- | ------------------------ |
| 1         | 23        | 6 de julio de 2003      | 31 de julio de 2003      |
| 2         | 19        | 28 de marzo de 2004     | 2 de mayo de 2004        |
| 3         | 20        | 1 de julio de 2004      | 27 de julio de 2004      |
| 4         | 25        | 13 de agosto de 2006    | 17 de septiembre de 2006 |
| 5         | 36        | 1 de septiembre de 2008 | 27 de octubre de 2008    |
| 6         | 25        | 1 de septiembre de 2010 | 10 de octubre de 2010    |
| 7         | 25        | 1 de septiembre de 2011 | 9 de octubre de 2011     |
| 8         | 25        | 19 de mayo de 2013      | 30 de junio de 2013      |
| 9         | 25        | 4 de enero de 2015      | 15 de febrero de 2015    |

## Personajes
- Ilan Rosenfeld (Ilan Rosenfeld) - Ilan es el tecladista de la banda y escribe la mayoría de las canciones. Su interés principal son las chicas, y muchos de los episodes lo envuelven a él intentando conseguirse una cita, pero eventualmente todo sale mal. Su frase clave es "¡¿Para qué necesito todo esto?! Simplemente empaquemos nuestras cosas y volvamos a Netanya."
- Oded Paz (Oded Paz) - Oded es el baterista de la banda. Es bastante torpe, pero es el más afortunado de la serie. Trabaja en el restaurante de Gary y lo suele irritar. Su frase clave es "¡Tengo que irme, tengo que irme!".
- Ya'akov "Kobi" Farag (Kobi Farag) - Kobi es el guitarrista de la banda. Siempre está hambriente y come cuando puede. Es el sobrino de Gary y el primo de Roni. Sufre de trastorno de identidad disociativo muy grave, pero generalmente lo "explota" para sus propios fines personales - como, por ejemplo, el "Presidente de la Asociación para la Administración de Apartamentos", Naji Comradin Jackson, un viejo iraquí que se aprovecha de una mujer anciana, señora Braja, y siempre come en su casa.
- Gershon "Gary" Mandelbaum (Yaniv Polishuk) - Gary es el dueño de Hamburgary, una hamburguesería que aparentemente tiene comida incomible. Sus hot dogs pueden hacer que alguien se desmaye, vomite, o supuestamente que muera (ya que están hechos de fimo). Es el tío de Kobi y el empleador de Oded. Odia su vida, y constantemente está en apuros con su esposa Shifra y su hija Roni. Aparte de Roni, Gary también tiene trillizos; Poli, Shaike y Gavri (los nombres de tres miembros de HaGashash HaHiver, un grupo israelí de comedia), que también lo molestan.
- Roni Mendelbaum (Eli Keren-Asaf) - Roni es la hija de Gary y piensa mal de su padre debido a su ignorancia. Es referida como alguien irritante, pero en realidad es muy talentosa y usualmente mucho más inteligente que cualquier otro personaje de la serie. Ella siempre le obliga a Gary que le de dinero.
- Alona Tal (Alona Tal) - Alona es la corista y percusionista de la banda. Es la vecina del trío, y ellos siempre se pelean por ella. Es miembro regular del reparto en la primera, segunda y tercera temporada, y hace aparición especial en la cuarta y quinta temporada.
- Yamit Sol (Yamit Sol) - Yamit efectivamente reemplaza a Alona en la cuarta y quinta temporada, a pesar de no estar "oficialmente reemplazando a Alona". Tiene sus propios intereses y prioridades y no es simplemente la cara bonita de la serie. Toca la percusión y es la corista de la banda en la cuarta de temporada. En la quinta temporada, se muda a vivir con Dana y aprende psicología.
- Nathan Kuperman (Yuval Segal) - Nathan es el primo de Ilan de Be'er Sheva y el DJ temporal de la banda. Hace unas cuantas apariciones en la segunda temporada y eventualmente se convierte en personaje principal en la cuarta temporada. Es muy emocional y llora muy fuerte cuando está feliz o triste.
- Dana Frider (Dana Frider) - Dana Frider es la sobrina de Shifra y se une a la serie en la quinta temporada. Sin embargo, no reemplaza a Yamit, ya que las dos protagonizan en la quinta temporada. Yamit hace una parte menor en la quinta temporada. De acuerdo a la serie, 'fue a aprender psicología y por lo tanto no tendrá tanto tiempo para juntarse con la pandilla' (siendo que en realidad sí fue a estudiar psicología mientras que la quinta temporada estaba siendo filmada). Es la basista de la banda y trabaja en la hamburguesería de Gary como gerente de contabilidad. Los personajes suelen mencionar el hecho de que Dana Frider estaba en el Nolad Lirkod ("Nacido para Bailar", una serie de competencia de baile que fue transmitida en Israel de 2005 a 2008) e hizo comerciales para la marca israelí de champús Keff ("divertido" en hebreo). Dana siempre les clarifica que ellos ni tienen el derecho de fantasiar acerca de salir con ella.
- Shifra Mendelbaum - Shifra es la esposa de Gary. Gary siempre se queja de ella, y dice que es muy gorda y fea. Cada vez que llama a Gary, ella se queja con él y le da muchas tareas. No le deja hablar, y Gary siempre empieza frases sin terminar. Shifra nunca es vista en la serie, a excepción de un episodio, cuando una Shifra joven es vista en ciertos flashbacks.

### Personajes secundarios
- Señor Avraham Latin (Simon Rosenfeld) - Señor Latin es introducido como personaje secundario en la cuarta temporada. Es un anciano que vivo en el mismo edificio que los otros. Es sordo y cuando alguien le habla, responde con un "¿¿Qué??". Es interpretado por el por el padre real de Ilan.
- Señora Braja Kirschenberg (Rivka Gur) - Braja es una anciana que es dueña del edificio y odia a todos los que viven en él. Llama al trío "delincuentes africanos". Está enamorada de Naji Jackson (una de las identidades de Kobi) y siempre le permite comer en su casa. Es la jefa del Mosad, de acuerdo al episodio "Secretos".
- Ruby Duenyas (Ruby Duenyas) - Ruby es el director de la serie. Hace varias apariciones en la cuarta, quinta y sexta temporada.
- Badash (Nadav Asolin) - El Diablo. Suele hacer aparición como el antagonista. Era el mánager de Gary y su amigo Oded cuando eran jóvenes, y es el que cuida al "infierno de las series de televisión".
- Shimon Tzimhoni (Nir Ron) ("Tzimhoni" - vegetariano en hebreo) - Tzimhoni es el archienemigo de Gary; desde que compitieron en las elecciones del consejo estudiantil, nunca dejaron de pelearse. Apareció dos veces en la tercera y cuarta temporada, tres veces en la quinta temporada, y dos veces en la sexta temporada. En la tercera, él y Gary compitieron por la posición de alcalde. En la cuarta temporada él intentó comprar Hamburgary, en la quinta abrió un negocio apodado Tzimhoburger (en hebreo: "hamburguesa vegetariana") para competir con la hamburguesería de Gary, y en la sexta temporada se encontró con Gary en la prisión.
- Malka Kuperman (Effi Ben Israel) - Es la tía de Ilan y la dueña del apartamento del trío. No vivió en Israel porque hace parte de la delegación del Ministerio de Relaciones Exteriores Israelí a Polonia. Ella no sabe que Oded y Kobi viven en el apartamento, así que cada vez que ella visita a Ilan, Kobi y Oded tienen que encontrar un lugar para quedarse en la noche. Aparece dos veces en la serie.

### Personajes de Kobi
- Freddie "Nice-to-Meet" - Freddie es el mánager de la banda y suele hacer casi todo que tiene que ver con planeamiento. Habla muy rápido y trampea a la gente para que estén de acuerdo con él. Crea cuentos ficticios sobre estrellas famosas. Es agresivo y temido por muchos personajes de la serie.
- Naji Comradin Jackson - A diferencia de otros personajes de Kobi, Naji no tiene una razón específica fuera de "silenciar" a Braja cuando se queja del ruido, pero en la cuarta y quinta temporada esto se vuelve más raro. La señora Braja está enamorada de él y siempre le da comida.
- Marcel Fuerro - Parodia del famoso espía Hércules Poirot. Es policía. Aparece cuando ocurren crímenes o cuando se requieren investigaciones. Es muy apegado a su lunar que tiene en la cara.
- Sabbaba Sali - Un rabino. Es la parodia de Baba Sali. Canta canciones en inglés y suele decir "Sabbaba" (slang en hebreo que significa "OK").
- Eddie "Good-to-See" - El hermano gay de Freddie. Suele decir "Naim li" (hebreo para "me siento cómodo/bien") como respuesta para cuando alguien le dice "Es un gusto conocerte". Es bailarín, coreógrafo y productor.
- Meir Einstein - Locutor obsesionado con cepillarse el pelo.
- Yehoram Zuberbuler - El anunciador de "El Único Canal". Suele gritar su apellido.
- Mani Pire - Un nuevo personaje de la temporada 8, y hace aparición cuando Kobi está en la serie de televisión "Mister Chef" (parodia de MasterChef). Se vuelve una estrella cuando la banda decide darle una serie en línea para promocionar a la banda.
- Jora - Parodia iraquí del personaje animado Dora. Es un personaje que aparece en las cintas infantiles para promover la cultura iraquí, pasando el rato con el mono Buchak (similar a Botas en la serie original). Aparece en tres capítulos; en la tercera temporada, en la octava, y en la novena.

- Datos: Q3924618